# Gand-Wevelgem 1996
La Gand-Wevelgem 1996, cinquantottesima edizione della corsa, si svolse il 10 aprile 1996, per un percorso totale di 208 km. Fu vinta dal francese Philippe Gaumont, al traguardo con il tempo di 4h53'00" alla media di 41,74 km/h.
Partenza con 181 ciclisti: di essi 109 tagliarono il traguardo.

## Ordine d'arrivo (Top 10)
| Pos. | Corridore         | Squadra       | Tempo    |
| ---- | ----------------- | ------------- | -------- |
| 1    | Tom Steels        | Mapei-GB      | 4h53'00" |
| 2    | Giovanni Lombardi | Polti         | s.t.     |
| 3    | Fabio Baldato     | MG Maglificio | s.t.     |
| 4    | Lars Michaelsen   | Festina-Lotus | s.t.     |
| 5    | Léon van Bon      | Rabobank      | s.t.     |
| 6    | Bruno Boscardin   | Festina-Lotus | s.t.     |
| 7    | Massimo Strazzer  | Brescialat    | s.t.     |
| 8    | Johan Capiot      | Collstrop     | s.t.     |
| 9    | Andrei Tchmil     | Lotto         | s.t.     |
| 10   | Silvio Martinello | Saeco         | s.t.     |